# Anton Janša
Anton Janša, baptisé  le 20 mai 1734 à Breznica (en), en Carniole et mort le 13 septembre 1773 à Vienne (Autriche), est un apiculteur et un peintre carniolien. Janša est reconnu comme un pionnier de l'apiculture moderne et comme un grand expert sur le terrain. Il a reçu un enseignement d'artiste peintre, mais travaillait en tant que professeur d'apiculture à la cour des Habsbourg à Vienne.

## Biographie
Anton Janša naît de parents slovènes à Breznica (Žirovnica), Carniole (aujourd'hui en Slovénie) dans une famille de neuf enfants. Il est baptisé le 20 mai 1734. Dès son jeune âge, avec ses frères Tine et Lovro, Janša montre un grand intérêt pour la peinture. Les trois installèrent un atelier dans la grange familiale. En 1766, bien qu'ils n'avaient pas une bonne maîtrise de l'allemand parlé et écrit ― le site touristique pour la ville natale d'Anton et Cord magazine les disent « illettrés » ― les trois frères entrent à l'Académie de peinture de Vienne. Anton réussit très bien les cours et, selon Alexandra Ceferin, il gagne la prestigieuse bourse d'État pour un voyage d'étude en Italie, attribuée uniquement aux étudiants exceptionnels. Ses deux frères  relevèrent aussi le défi : après avoir terminé leurs études à l'académie, ils y sont devenus professeurs.
Anton, malgré un réel talent pour la peinture, choisit une autre voie. Son intérêt et ses aptitudes dans le domaine de l'apiculture sont venus tôt, son père possédant plus d'une centaine de ruches et les paysans voisins se réunissant au village pour discuter d'agriculture et d'apiculture,. En 1769, il répond à un appel à candidatures d'une société de Basse-Autriche à la recherche de deux maîtres apiculteurs et il est accepté. Selon Eva Crane et un site du gouvernement de la Slovénie, sa tâche première consiste à être instructeur dans l'école d'apiculture créée par l'impératrice Marie-Thérèse. Selon Aleksandra Ceferin, cela est un évènement marquant pour Anton, car l'impératrice a créé cette école en s'appuyant sur des propositions venant de partout dans l'empire, surtout sur celle de Peter Pavel Glavar en 1768. Sa tâche consiste aussi à  voyager à travers l'Autriche pour « diffuser et promouvoir l’apiculture ». En 1770, sa position est rendue permanente par un décret de l'impératrice. Il meurt à Vienne en 1773, du typhus selon Eva Crane.

## Importance pour l'apiculture
Son rôle d'enseignant à l'école d'apiculture de l'impératrice le rend célèbre pour sa connaissance théorique et pratique des abeilles.
Ses étudiants furent des messagers de sa pratique apicole dans d'autres écoles qu'ils créèrent à Wiener Neustadt, Prague, Brno, Graz, Lviv et ailleurs. En plus, il écrit un livre sur la reproduction des abeilles en 1771, et un traité sur l'apiculture publié post mortem en 1775,. L'impératrice Marie-Thérèse d'Autriche publie un décret après la mort de Janša pour s'assurer que tous les professeurs d'apiculture utilisent ses livres.
Pour Aleksandra Ceferin, « Anton Janša est le mieux décrit comme l'homme qui aimait les abeilles ». Dans son traité sur l'apiculture, le « Guide complet », Janša note : « Les abeilles sont un type de mouches, travailleuses, créées par Dieu pour fournir à l'homme tout le miel et la cire nécessaires. Parmi toutes les créatures de Dieu, il n'y en a aucune travaillant aussi durement et aussi utile à l'homme, nécessitant aussi peu d'attention de sa part ».

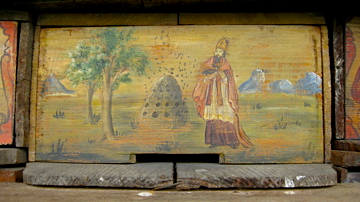
Peintures de fronton de ruche, rucher de Janša.

En tant qu'artiste, perpétuant une coutume notoire chez les apiculteurs de la Haute-Carniole, il décore l'avant des ruches avec des œuvres peintes.
Janša a combattu la croyance populaire selon laquelle les mâles sont des porteurs d'eau et expliqua, comme il l'avait appris dans sa famille, en y rajoutant ses observations personnelles, que la reine est fécondée en plein vol. Il a préconisé de déplacer les ruches vers les pâturages. Il est connu pour avoir changé la taille et la forme des ruches de manière qu'elles puissent être empilées comme des blocs.

## Postérité
Le rucher de Janša est préservé par des apiculteurs slovènes et, en 1984, une plaque est apposée sur la maison de sa naissance. Le musée de l'apiculture à Radovljica est aussi nommé en son souvenir.
L'Organisation des Nations unies, lors de son assemblée générale du 20 décembre 2017, adopta unanimement la proposition de la république de Slovénie qu'une journée mondiale des abeilles (World Bee Day) ait lieu à l'anniversaire de naissance d'Anton Janša,.

## Ses deux Livres
- (de) Anton Janscha, Abhandlung vom Schwärmen der Bienen, gedruckt bey Joseph Kurzböck k.k. illirisch- und orientalischen Hof- wie auch N. Oest Landschafts- und Universitäts-Buchdruckern, 1771 (lire en ligne)
(si) Anton Janša (trad. August Bukovic), Razprava o rojenju čebel, Izd. Slovensko osred. cebel. drustvo, 1906 (lire en ligne).

- (de) Anton Janscha (publié post mortem par Joseph Munzberg), Anton Janscha, gewesenen K.K. Lehrers der Bienenzucht ("Le cours complet sur l'Apiculture par Anton Janša, ancien professeur d'apiculture impérial-royal à Vienne"), 1775 (lire en ligne). 
 (si) Anton Janscha, Popolnoma podvučenje za vse čebelarje/Popolni nauk o čebelarstvu, 1792 (lire en ligne).
 (si) Andrej Šalehar (auteur, photographe, traducteur), France Baraga (photographe, traductrice), Pavla Salehar (photographe) et Jasmina Šivic (traductrice du résumé), Anton Janša, prvi učitelj čebelarstva, 2019 (lire en ligne).